# NGC 4142
NGC 4142 је спирална галаксија у сазвежђу Велики медвед која се налази на NGC листи објеката дубоког неба.
Деклинација објекта је + 53° 6' 14" а ректасцензија 12h 9m 30,2s. Привидна величина (магнитуда) објекта NGC 4142 износи 13,3 а фотографска магнитуда 14,0. Налази се на удаљености од 26,241 милиона парсека од Сунца. NGC 4142 је још познат и под ознакама UGC 7140, MCG 9-20-102, CGCG 269-37, PGC 38645.